# Right Next Door (Because of Me)
"Right Next Door (Because of Me)" is een nummer van de Amerikaanse muzikant Robert Cray. Het nummer verscheen op zijn album Strong Persuader uit 1986. In november dat jaar werd het nummer in de VS en Canada op single uitgebracht en in juni 1987 in Europa als de derde single van het album.

## Achtergrond
"Right Next Door (Because of Me)" is geschreven door Dennis Walker en geproduceerd door Walker en Bruce Bromberg. De zanger van het nummer hoort dat zijn buren ruzie hebben, omdat de buurman heeft ontdekt dat zijn vrouw vreemd is gegaan. De zanger zit met een schuldgevoel, omdat hij de buurvrouw had verleid. Zo zingt hij in het refrein: "Het komt allemaal door mij. Ze woonde hiernaast en ik ben nu eenmaal zo'n goede versierder, maar in feite was ze niet meer dan een stipje op de hals van mijn gitaar. Ze gaat de man verliezen die echt van haar houdt. In de stilte kan ik hun hart horen breken."
Volgens Cray gaat "Right Next Door (Because of Me)" over zijn bassist Richard Cousins. Tevens schaamt hij zich een beetje dat hij door het nummer wordt gezien als vrouwenversierder. In een interview met het tijdschrift Rolling Stone vertelde hij dat hij "niet echt die man" is. Indirect is het het titelnummer van het album, aangezien de woorden "strong persuader" in het refrein voorkomen.
"Right Next Door (Because of Me)" werd in 1986 uitgebracht in thuisland de Verenigde Staten, waar de plaat niet verder kwam dan de 80e positie in de Billboard Hot 100 en de 27e positie in de Mainstream Rock Tracks-lijst. In de zomer van 1987 werd de plaat in Europa uitgebracht, waar deze veel gedraaid werd op de radio. In het Verenigd Koninkrijk kwam de plaat tot de 50e positie in de UK Singles Chart. 
In Nederland was de plaat op zaterdag 4 juli 1987 Favorietschijf bij de NCRV op Radio 3 en werd een grote hit in de destijds twee hitlijsten op de nationale publieke popzender. De plaat bereikte de 2e positie in de Nederlandse Top 40 en de 4e positie in de Nationale Hitparade Top 100. In de Europese hitlijst op Radio 3, de TROS Europarade, werd géén notering behaald, aangezien deze lijst op donderdag 25 juni 1987 voor het laatst werd uitgezonden. 
In België bereikte de plaat de 5e positie in de voorloper van de Vlaamse Ultratop 50 en de 6e positie in de Vlaamse Radio 2 Top 30. In Wallonië werd géén notering behaald.
In de videoclip speelt Cray het nummer op zijn gitaar in een vrijwel lege kamer, afwisselend met beelden waarin hij het met zijn band speelt.. In Nederland werd de videoclip destijds op televisie uitgezonden door de popprogramna's AVRO's Toppop, Countdown van Veronica en Popformule van de TROS.
Sinds de allererste editie in december 1999 staat de plaat onafgebroken genoteerd in de jaarlijkse NPO Radio 2 Top 2000 van de Nederlandse publieke radiozender NPO Radio 2, met als hoogste notering een 967e positie in 2000.

## Hitnoteringen

### Nederlandse Top 40
| Hitnotering: 25-07-1987 t/m 03-10-1987 | Hitnotering: 25-07-1987 t/m 03-10-1987 | Hitnotering: 25-07-1987 t/m 03-10-1987 | Hitnotering: 25-07-1987 t/m 03-10-1987 | Hitnotering: 25-07-1987 t/m 03-10-1987 | Hitnotering: 25-07-1987 t/m 03-10-1987 | Hitnotering: 25-07-1987 t/m 03-10-1987 | Hitnotering: 25-07-1987 t/m 03-10-1987 | Hitnotering: 25-07-1987 t/m 03-10-1987 | Hitnotering: 25-07-1987 t/m 03-10-1987 | Hitnotering: 25-07-1987 t/m 03-10-1987 | Hitnotering: 25-07-1987 t/m 03-10-1987 | Hitnotering: 25-07-1987 t/m 03-10-1987 |
| Week                                   | 1                                      | 2                                      | 3                                      | 4                                      | 5                                      | 6                                      | 7                                      | 8                                      | 9                                      | 10                                     | 11                                     |                                        |
| -------------------------------------- | -------------------------------------- | -------------------------------------- | -------------------------------------- | -------------------------------------- | -------------------------------------- | -------------------------------------- | -------------------------------------- | -------------------------------------- | -------------------------------------- | -------------------------------------- | -------------------------------------- | -------------------------------------- |
| Positie                                | 17                                     | 7                                      | 4                                      | 3                                      | 2                                      | 2                                      | 3                                      | 4                                      | 11                                     | 18                                     | 27                                     | uit                                    |

### Nationale Hitparade Top 100
| Hitnotering: 18-07-1987 t/m 24-10-1987 | Hitnotering: 18-07-1987 t/m 24-10-1987 | Hitnotering: 18-07-1987 t/m 24-10-1987 | Hitnotering: 18-07-1987 t/m 24-10-1987 | Hitnotering: 18-07-1987 t/m 24-10-1987 | Hitnotering: 18-07-1987 t/m 24-10-1987 | Hitnotering: 18-07-1987 t/m 24-10-1987 | Hitnotering: 18-07-1987 t/m 24-10-1987 | Hitnotering: 18-07-1987 t/m 24-10-1987 | Hitnotering: 18-07-1987 t/m 24-10-1987 | Hitnotering: 18-07-1987 t/m 24-10-1987 | Hitnotering: 18-07-1987 t/m 24-10-1987 | Hitnotering: 18-07-1987 t/m 24-10-1987 | Hitnotering: 18-07-1987 t/m 24-10-1987 | Hitnotering: 18-07-1987 t/m 24-10-1987 | Hitnotering: 18-07-1987 t/m 24-10-1987 | Hitnotering: 18-07-1987 t/m 24-10-1987 |
| Week                                   | 1                                      | 2                                      | 3                                      | 4                                      | 5                                      | 6                                      | 7                                      | 8                                      | 9                                      | 10                                     | 11                                     | 12                                     | 13                                     | 14                                     | 15                                     |                                        |
| -------------------------------------- | -------------------------------------- | -------------------------------------- | -------------------------------------- | -------------------------------------- | -------------------------------------- | -------------------------------------- | -------------------------------------- | -------------------------------------- | -------------------------------------- | -------------------------------------- | -------------------------------------- | -------------------------------------- | -------------------------------------- | -------------------------------------- | -------------------------------------- | -------------------------------------- |
| Positie                                | 44                                     | 13                                     | 7                                      | 6                                      | 5                                      | 5                                      | 5                                      | 4                                      | 11                                     | 15                                     | 18                                     | 45                                     | 50                                     | 76                                     | 81                                     | uit                                    |

### NPO Radio 2 Top 2000
| Nummer met noteringen in de NPO Radio 2 Top 2000 | '99  | '00 | '01  | '02  | '03  | '04  | '05  | '06  | '07  | '08  | '09  | '10  | '11  | '12  | '13  | '14  | '15  | '16  | '17  | '18  | '19  | '20  | '21  | '22  | '23  | '24  |
| ------------------------------------------------ | ---- | --- | ---- | ---- | ---- | ---- | ---- | ---- | ---- | ---- | ---- | ---- | ---- | ---- | ---- | ---- | ---- | ---- | ---- | ---- | ---- | ---- | ---- | ---- | ---- | ---- |
| Right Next Door (Because of Me)                  | 1051 | 967 | 1485 | 1466 | 1443 | 1594 | 1362 | 1015 | 1081 | 1195 | 1671 | 1408 | 1320 | 1224 | 1228 | 1350 | 1410 | 1475 | 1693 | 1530 | 1395 | 1505 | 1543 | 1694 | 1569 | 1878 |

1. ↑  Een vetgedrukt getal geeft de hoogste notering aan.